# کیتولگالا
کیتولگالا (به لاتین: Kitulgala) یک منطقهٔ مسکونی در سری‌لانکا است که در استان ساباراگامووا واقع شده‌است.